# Liste des chapitres de Blood+
Cet article contient la liste des volumes des différentes adaptations en manga de Blood+.

## Volumes

### Blood+
| no | Japonais         | Japonais          | Français       | Français          |
| no | Date de sortie   | ISBN              | Date de sortie | ISBN              |
| --- | ---------------- | ----------------- | -------------- | ----------------- |
| 1 | 26 décembre 2005 | 978-4-04-713773-8 | mai 2008       | 978-2-7234-6339-3 |
| Liste des chapitres : - "Blood+ 01" (BLOOD+01, "Buraddo Purasu 01") - "Bonus Manga" (おまけまんが, "Omake Manga") - "Message from Chizu Hashii" (特別寄稿: 箸井地図, "Tokubetsu Kikō Hashii Chizu") - Preview of the Blood+: First Kiss novel |                  |                   |                |                   |
| 2 | 26 avril 2006    | 978-4-04-713806-3 | juillet 2008   | 978-2-7234-6399-7 |
| Liste des chapitres : - "Blood+ 02" (BLOOD+02, "Buraddo Purasu 02") - "Bonus Manga" (おまけまんが, "Omake Manga") |                  |                   |                |                   |
| 3 | 26 août 2006     | 978-4-04-713846-9 | septembre 2008 | 978-2-7234-6400-0 |
| Liste des chapitres : - "Blood+ 03" (BLOOD+03, "Buraddo Purasu 03") - "Bonus Manga" (おまけまんが, "Omake Manga") |                  |                   |                |                   |
| 4 | 26 décembre 2006 | 978-4-04-713884-1 | novembre 2008  | 978-2-7234-6401-7 |
| Liste des chapitres : - "Blood+ 04" (BLOOD+04, "Buraddo Purasu 04") - "Bonus Manga" (おまけまんが, "Omake Manga") |                  |                   |                |                   |
| 5 | 26 avril 2007    | 978-4-04-713916-9 | janvier 2009   | 978-2-7234-6403-1 |
| Liste des chapitres : - "Blood+ 05" (BLOOD+05, "Buraddo Purasu 05") - "Afterword" (あとがき, "Atogaki") |                  |                   |                |                   |

### Blood+ Adagio
| no | Japonais         | Japonais          | Français       | Français          |
| no | Date de sortie   | ISBN              | Date de sortie | ISBN              |
| --- | ---------------- | ----------------- | -------------- | ----------------- |
| 1 | 26 avril 2006    | 978-4-04-713807-0 | mai 2009       | 978-2-7234-6404-8 |
| Liste des chapitres : - "Blood+ Adagio 1" (BLOOD+ΑI, "Buraddo Purasu Adājo I") - "Afterword by Seiji Takeda" (あとがき 竹田菁滋, "Atogaki Takeda Seiji") |                  |                   |                |                   |
| 2 | 26 décembre 2006 | 978-4-04-713886-5 | mai 2009       | 978-2-7234-6405-5 |
| Liste des chapitres : - "Character Profiles" (登場人物紹介, "Tōjō Jinbutsu Shōkai") - "Blood+ Adagio 2" (BLOOD+ΑII, "Buraddo Purasu Adājo II") - "Character Sketches by Kumiko Suekane" (スエカネクミコ·キャラクタースケッチ, "Suekane Kumiko Kyarakutā Sukecchi") |                  |                   |                |                   |

### Blood+ Yakoujoshi
| no | Japonais       | Japonais          | Français       | Français          |
| no | Date de sortie | ISBN              | Date de sortie | ISBN              |
| --- | -------------- | ----------------- | -------------- | ----------------- |
| 1 | 26 avril 2006  | 978-4-04-713810-0 | août 2009      | 978-2-7234-6406-2 |
| Liste des chapitres : - "First Night" (第一夜, "Dai Ichi Yoru") - "Second Night" (第二夜, "Dai Ni Yoru") - "Third Night" (第三夜, "Dai San Yoru") - "Fourth Night" (第四夜, "Dai Yon Yoru") - "Fifth Night" (第五夜, "Dai Go Yoru") - "Afterword" (あとがき, "Atogaki") - 解説がわりのプロデューサー対談 ("Kaisetsu ga wari no Purodyūsā Taidan") |                |                   |                |                   |